# Frithelstock
Frithelstock – wieś w Anglii, w hrabstwie Devon, w dystrykcie Torridge. Leży 54 km na północny zachód od miasta Exeter i 291 km na zachód od Londynu.